# Dynamische Fähigkeiten von Unternehmen
Der Begriff der dynamischen Fähigkeiten beschreibt das Potenzial von Unternehmen, durch gezielte Weiterentwicklung und Veränderung ihrer Ressourcenbasis Probleme in systematischer und verlässlicher Weise zu lösen sowie Chancen wahrzunehmen.
Dynamische Fähigkeiten gelten als wesentliche Quelle der Innovationsfähigkeit von Unternehmen und ihrer Anpassungsfähigkeit an sich ändernde Bedingungen. Die analytische Nutzung des Konzepts soll nicht nur die Dynamisierung und effizientere Nutzung bestehender Ressourcen, sondern auch den strategischen Eintritt in neue Geschäftsfelder sowie die Entdeckung und Wahrnehmung von Businessoptionen auf Basis neuartiger oder externer Ressourcen unterstützen. Zu diesen Optionen gehören auch Franchisemodelle. Dabei spielen der Zugriff auf digitale Ressourcen über Portale oder Entwicklungsumgebungen eine ebenso wichtige Rolle wie die Einbindung von User-Communities durch soziale Netzwerke.

## Geschichte des Begriffs
Der Begriff wurde 1997 durch die Veröffentlichung von David J. Teece Dynamic Capabilities and Strategic Management geprägt und ist seit ca. 2007 im deutschen Sprachraum verbreitet. Das Konzept basiert auf dem älteren Resource Based View-Ansatz (siehe Ressourcentheorie), der das Unternehmen als einen Pool von Ressourcen begreift. Teece erweitert diese nach innen gerichtete Betrachtungsweise jedoch um die Markt- und Strategieperspektive. Der Prozess der dynamischen Neukonfiguration der Ressourcen beinhaltet die Fähigkeit (ability oder capacity), durch Integration, Koordination und Neukombination interner und externer Ressourcen neue Kompetenzen zu erzeugen und strategisch einzusetzen. Diese sollen es ermöglichen, Veränderungen im Wettbewerbsumfeld zu antizipieren und immer wieder neue, zumindest temporäre Wettbewerbsvorteile zu erringen. Mit der Betonung der ability wird die Rolle des strategischen Managements hervorgehoben, mit der Betonung der Aufgabe der Integration, Koordination und Neukombination schließt das Konzept an die Evolutionsökonomik an. Der Evolutionsökonom Sidney G. Winter sieht in der Fähigkeit zur Neukombination der capacities und abilities eine higher‐order capability oder Meta-ability. Ob solche Fähigkeiten höherer Art oder Metakomptenzen aufgebaut werden, hängt nach Winter von den Kosten ihres Aufbaus im Verhältnis zu ad-hoc-Problemlösungen ab. Die Unterscheidung in first-order und second-order Fähigkeiten wird von Erwin Danneels anhand der Marketing und der R&D-(Research and Development)-Funktionen wie folgt illustriert: Eine second-order-Fähigkeit beschreibt, wie gut ein Unternehmen in neue Märkte eintreten kann, während die first-order-Fähigkeit zeigt, wie das Unternehmen eine bestehende Kundengruppe bedienen kann. Im R&D-Bereich versteht man analog second-order-Fähigkeit als die Fähigkeit, eine neue Technologie zu erschließen; eine first-order-Fähigkeit sei die Fähigkeit, bestehende Technologien inkrementell weiterzuentwickeln.
Dynamische Fähigkeiten wurden in der Literatur zuerst konzeptionell beschrieben, später folgten verschiedene empirische Analysen zum Thema. Auf Basis dieser empirischen Beobachtungen haben Leemann und Kanbach eine Taxonomie der Dynamischen Fähigkeiten entwickelt, die sich aus 19 dynamischen Sub-Fähigkeiten zusammensetzt und mit Teece's Konzept von Sensing, Seizing und Transforming verbunden ist. Ludwig und Pemberton zeigten einen Zusammenhang zwischen competitive survival und dynamic capabilities sowie Blockaden in der praktischen Anwendung am Beispiel der russischen Stahlindustrie auf. Borgmann nutzt den Ansatz zur Bestimmung der Terminierung des Markteintritts von Start-ups im E-Business. Weiss und Kanbach übertragen das Konzept auf Innovationseinheiten und Corporate Venturing-Einheiten und zeigen, dass sich dynamische Fähigkeiten in diesen etablieren und anwenden lassen.

## Umfang und Abgrenzung des Ansatzes
Im Einzelnen geht es um die Fähigkeiten zu lernen, externe strategische Ressourcen kompatibel zu machen und sinnvoll in die eigene Organisation einzugliedern sowie die vorhandenen internen strategischen Kompetenzen und Ressourcen zu koordinieren und permanent umzubauen. Zu diesen Ressourcen gehören Wissen (vor allem Intellectual Properties), Prozesse, Human Resources und Technologien. Gelegentlich werden auch weitere Faktoren wie Unternehmensarchitektur oder Reputation dazu gezählt. Oft erfolgt dieser Wandel inkremental, manchmal auch radikal.
Mit diesem Ansatz wird das enge Konzept der Kernkompetenz gesprengt, das im Zeitalter von Fusionen und Akquisitionen, Open Innovation und Netzwerken seine Bedeutung verloren und auch in empirischer Hinsicht nicht die erforderliche Bestätigung gefunden hat. An die Stelle der Vorstellung, dass Ressourcen und Fähigkeiten bei jedem Wachstumsschritt graduell ausgebaut werden, tritt die Überzeugung, dass Wachstum notwendig ist, um erforderliche, bisher nicht vorhandene Ressourcen und Fähigkeiten zu beschaffen.
Somit ist der Ansatz verwandt mit dem Konzept der Effectuation, der die Rolle der aktiven Gestaltung der eigenen Ressourcen und Netzwerke gegenüber der reinen Prognose der Entwicklung betont. Er rückt systematisch auch in die Nähe des Konzepts des Entrepreneurship, das ebenfalls als Fähigkeit zur Innovation durch flexible Kombination und strategischen Einsatz von Ressourcen oder Produktionsfaktoren definiert wird.
Das Konzept der dynamischen Fähigkeiten wird von mehreren Autoren als lang ersehnter Ansatz zur Integration von ressourcenbasierten, marktbasierten und strategieorientierten Theorien angesehen. Er berücksichtigt sowohl unterschiedliche strategische Ausgangspositionen, Entwicklungspfade und -prozesse als auch die erforderliche Achtsamkeit im Hinblick auf (ggf. disruptive) Umweltveränderungen sowie die Fähigkeit der Unternehmensführung, nicht auf vergangene Erfahrungen gestützte Entscheidungen zu treffen und flexible Veränderungen der Ressourcenbasis vorzunehmen. Ein solches integratives Konzept wird auch als Dynamic Capabilities 2.0 bezeichnet.

## Varianten
Das Konzept der dynamischen Konfiguration der Ressourcen beinhaltet u. a. die Unterscheidung zwischen Substantive Capabilities, die die Organisation in einem Gleichgewichts- oder Routinezustand zur Erfüllung minimaler Anforderungen hinsichtlich Performance und Qualität benötigt, wobei Innovation nicht stattfindet, und dynamischen Fähigkeiten, die benötigt werden, um neuartige Produkte oder Geschäftsmodelle zu generieren und Qualität sowie Performance erheblich zu steigern.
Als Relational Capability wird die Fähigkeit bezeichnet, die eigenen Ressourcen unter Einbeziehung der Ressourcen von Kooperationspartnern bzw. Ressourcen im Netzwerk den wechselnden Anforderungen anzupassen. Acquisition-based Dynamic Capabilities wird die Fähigkeit genannt, die eigenen Ressourcen durch Akquisitionen zu ergänzen bzw. zu ersetzen und sich damit wechselnden Anforderungen anzupassen. Diese Akquisitionen müssen zunächst identifiziert und rekonfiguriert werden (Identification und Reconfiguration Capability).
Unterschieden wird weiterhin zwischen technischer und evolutionärer fitness, die einerseits durch die Fähigkeit zur Effizienzsteigerung und Kostensenkung, andererseits durch die Behauptung und Neugewinnung von Wettbewerbsvorteilen, Überlebensfähigkeit sowie die möglichst dauerhafte (nachhaltige) Erzielung überdurchschnittlicher Gewinne gemessen werden kann. Letztere Fähigkeiten können nicht durch technische Fitness allein erreicht werden.
Der Begriff der Dynamischen Fähigkeiten wurde von Teece als Triade von drei Fähigkeiten beschreiben: Sensing, Seizing und Transforming. Sensing beschreibt die Fähigkeit, das Umfeld zu verstehen, sowie Gefahren und Opportunitäten zu erkennen. Seizing ist die Fähigkeit solche Opportunitäten zu selektieren und in diese zu investieren. Transforming beschreibt schließlich die Ausrichtung der Ressourcen und Fähigkeiten der Organisation auf diese neuen Opportunitäten. Eine Untersuchung der langfristigen Transformation der Axel Springer SE durch Leemann, Kanbach und Stubner hat gezeigt, dass Sensing, Seizing und Transforming interdependent und iterierend sind. Die Untersuchung hat zudem das Konzept Sensing-by-Seizing identifiziert, wobei Opportunitäten erst dann richtig erkannt werden, wenn die Organisation bereits dabei ist, in diese zu investierten. In der empirischen Untersuchung von Innovations- und Corporate Venturing-Einheiten identifizierten Weiss et al. zusätzliche Scoping und Configuring - Fähigkeiten, welche der Bestimmung und Abstimmung der strategischen Richtung sowie der kontinuierlichen Bewertung und Anpassung von strategischen Optionen dienen. Diese können somit als higher-order capabilities für die möglichst effektive Anwendung der nachfolgenden Sensing, Seizing, und Transforming-Fähigkeiten verstanden werden.

## Praktische Anwendung
Dynamische Fähigkeiten können in verschiedenen Kontexten eine Rolle spielen (z. B. um nachhaltige Produkte zu bauen oder wenn etablierte Unternehmen mit etablierten Geschäftsmodellen neue Plattformgeschäftsmodelle aufbauen).
Mit Hilfe des Konzepts kann aber auch analysiert werden, ob und warum Kernkompetenzen infolge ausbleibender Lernprozesse in eine Kernkompetenzfalle führen, mangels stetiger Aktivierung verschleißen oder warum früher erlernte Strategien in neuen Situationen nicht mehr erfolgreich sind (Transfer Trap).
Anhand einer spielerischen Simulation zeigen Wollersheim und Heimeriks, dass charakteristische Merkmale von Dynamic Capabilities eine effizientere Nutzung von Ressourcen, zunehmende Koordinationseffizienz, angemessenere Handlungsabfolgen und überlegtere Vorgehensweisen sein können. Der Ansatz ist demzufolge nicht nur relevant für Theorien über die Konfiguration der Wertschöpfungskette, sondern auch für die Analyse der inter- bzw. intraorganisationalen Verteilung des geschaffenen Werts zwischen verschiedenen Stakeholdern unter Bedingungen von Coopetition. Diese Verteilung ist u. a. abhängig von der Beurteilung der Angemessenheit und von der Aushandlung der Preise der verwendeten Ressourcen zwischen den Stakeholdern bzw. von Machtverhältnissen.
Die Theorie wurde auch auf die Entwicklung von Hochschulressourcen im Internationalisierungsprozess angewandt.
Der aktuelle Stand der Forschung wurde von Niklaus Leemann praxisorientiert aufbereitet.

## Kritik
Die in der Tradition des ressourcenorientierten Ansatzes stehende einschlägige Forschung hat bislang noch nicht hinreichend bestimmt, was genau unter dynamischen Fähigkeiten zu verstehen ist, wie sie von Ressourcen abzugrenzen sind, wo in der Organisation sie zu verorten sind, wodurch sie entstehen und wie genau sich ihr Nutzen entfaltet. Es gibt bisher keine größeren Längsschnittuntersuchungen zu dem Thema.
Auch ob eine strikte Unterscheidung von Ressourcen und Fähigkeiten durchzuhalten ist, erscheint fraglich, da von mehreren Autoren intangible bzw. immaterielle Ressourcen (z. B. Sozialkapital) als wichtige Grundlagen des Aufbaus von Fähigkeiten angesehen werden.
Zu vermuten ist, dass der Aufbau dynamischer Fähigkeiten eng mit entrepreneurialen Kompetenzen korreliert. Doch bleibt der Prozess, der zu erfolgreichen Problemlösungen, zu Wachstum oder zur Gründung neuer Unternehmen durch kreative Ressourcenkombination führt, weitgehend ein Black-Box-Mechanismus, der durch qualitative Studien erst noch zu erhellen ist. Hierzu liegen bisher (Stand 2019, mit Ausnahme des gut erforschten IT-Bereichs) nur wenige Arbeiten vor.